# 量子力学の年表
この量子力学の年表では、量子力学、場の量子論、量子化学の発展における重要なステップ、先駆者、貢献者について述べる。

## 19世紀

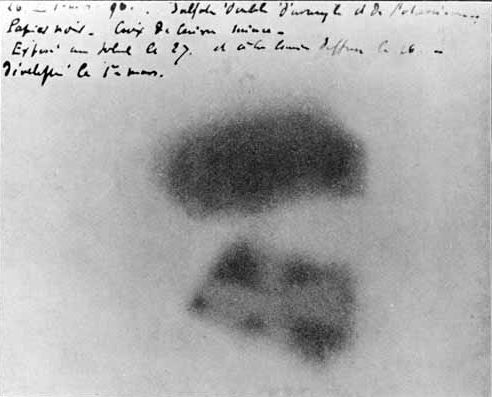
ウラン塩からの放射から得られたベクレルの写真乾板の像。写真乾板とウラン塩との間に置かれた金属マルタ十字の影がはっきりと見える。

- 1859 – グスタフ・キルヒホフが黒体の概念を導入し、その放射スペクトルはその温度のみに依存することを示した[1]。
- 1860–1900 – ルートヴィッヒ・ボルツマン、ジェームズ・クラーク・マクスウェルなどが統計力学の理論を発展させた。ボルツマンはエントロピーは乱雑さの度合いであることを論じた[1]。
- 1877 – ボルツマンは物理系のエネルギー準位は離散的になり得ることを統計力学と数学的な議論から述べた。また最初の円ダイアグラム表現を与えた。また（ヨウ素気体のような）分子の原子モデルを構成原子α、βとの重なりから与え、後に（1928年に）分子軌道と呼ばれる。
- 1884 – シュテファン＝ボルツマンの法則。それまでにヨーゼフ・シュテファンが発見していた黒体放射に関するT4乗の法則をボルツマンが理論的に示した。
- 1887 – ハインリヒ・ヘルツが光電効果を発見。1905年にアインシュタインが光の「量子」から説明した。
- 1888 – ヘルツが、マクスウェルによって予言されていた電磁波の存在を実験的に示した。[1]
- 1888 – ヨハネス・リュードベリが水素原子の全ての線スペクトル系列を含むようにバルマー公式を修正し、リュードベリ公式を与えた。後にニールス・ボーアなどがボーアの原子模型を検証するために用いられた。
- 1893 – 黒体放射に関するヴィーンの変位則
- 1895 – ヴィルヘルム・レントゲンがプラズマ中の電子ビームの実験でX線を発見した[1]。
- 1896 – アンリ・ベクレルがヴィルヘルム・レントゲンの仕事を調べている時に偶然、放射線を発見した[1][3]
- 1896 – ピーター・ゼーマンがゼーマン効果を発見。
- 1896–1897 マリ・キュリーがウラン塩からの放出される光線によって周囲の空気が電気伝導性を持つことを発見し、放出される光線の強度を測定した。また1989年に彼女はトリウム化合物もウラン化合物のように「ベクレル線」を放出することを発見した。これはフレデリック・ソディとアーネスト・ラザフォードによるトリウムからラジウムへの原子核崩壊の研究よりも3年早い。[4]
- 1896 – 黒体放射に関するヴィーンの分布式
- 1897 – アイバン・ボーグマン（英語版）がX線と放射性物質が熱ルミネッセンスを誘起することを実証した。
- 1897 – ジョゼフ・ジョン・トムソンは陰極線の実験から、原子よりも1,000倍以上小さい基本単位を提案した。彼はこの粒子を「corpuscle」と呼んだが、のちに電子(electron)と呼ばれるようになった。
- 1899 - 1903 – アーネスト・ラザフォードは放射線の研究をしていた1899年に、トリウム塩とウラン塩から放出される２つの離散型の放射をアルファ線とベータ線と呼んだ。ラザフォードは1900年にマギル大学に参加し、フレデリック・ソディと核変換を発見した。1902年に放射性トリウムが原子核崩壊によりラジウムと気体（後に4
2Heと判明）に変換することを発見した。1903年に彼らは放射能の解釈を報告した[5]。ラザフォードは「原子物理学の父」として知られるようになる[6]。

## 20世紀

### 1900–1909

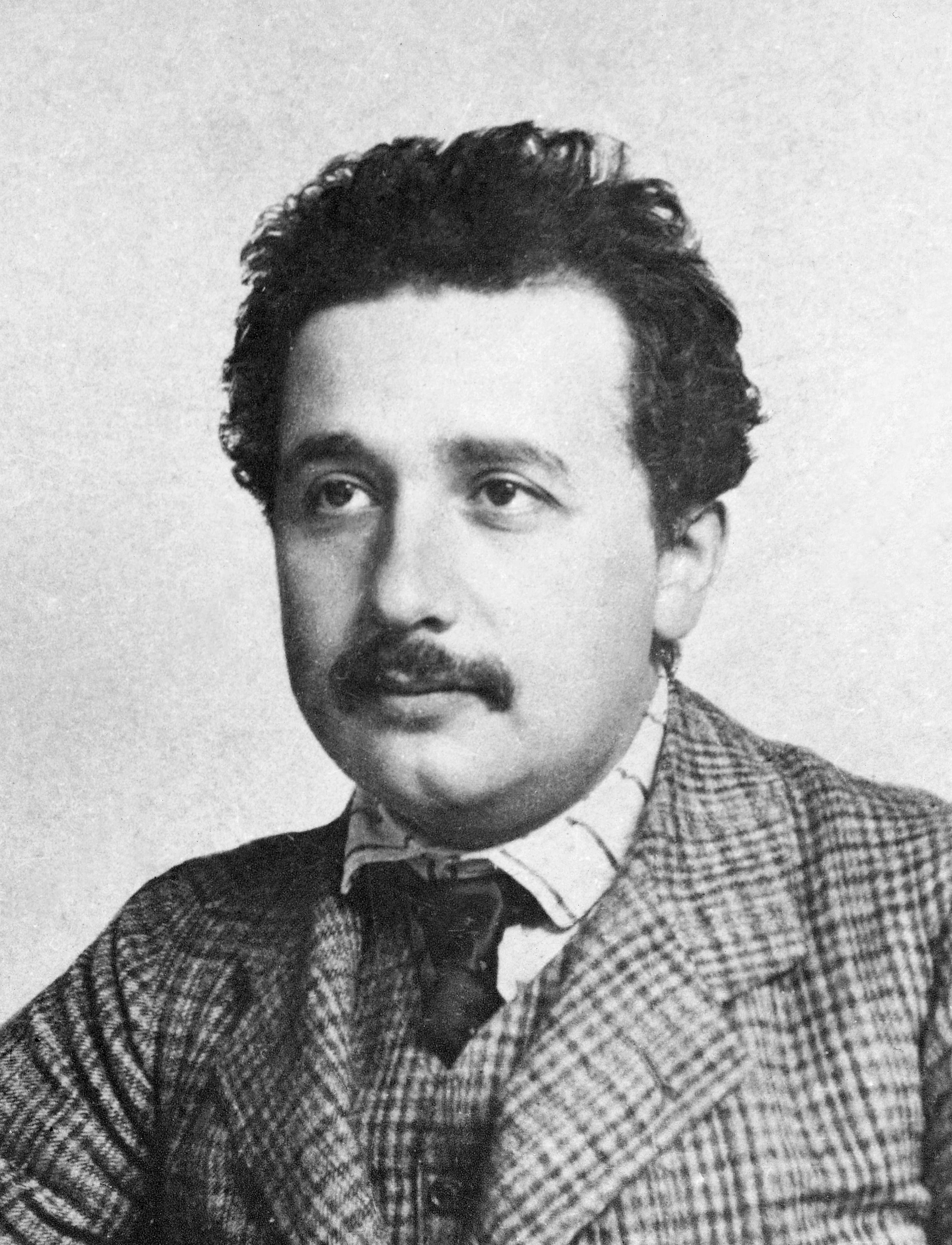
1905年（奇跡の年）ごろのアインシュタイン

- 1900 – プランクの法則。黒体放射（1862年）を説明するため、マックス・プランクは電磁エネルギーは量子化された形でのみ放出されることを提唱した。
- 1903 – アンリ・ベクレル、ピエール・キュリー、マリー・キュリーにノーベル物理学賞。
- 1904 – リヒャルト・アベッグがアベッグの規則（英語版）を提唱。
- 1904 – J. J. トムソンが原子のブドウパンモデルを提唱。
- 1905 – アルベルト・アインシュタインが1887年にヘルツによって報告されていた光電効果を説明。ここで1900年のプランクの量子仮説に基づき、光は光量子から成ると仮定した。
- 1905 – アインシュタインがブラウン運動を説明。
- 1905 – アインシュタインが特殊相対性理論を発表。
- 1905 – アインシュタインが理論的に質量とエネルギーの等価性を導出。
- 1906 – アインシュタインが固体の比熱を説明するためにプランクの黒体放射の理論を応用（アインシュタイン模型）。
- 1909 – G・I・テイラーが1つの光子でも干渉が起きることを実証。
- 1909 – アインシュタインが光の粒子と波の二重性を提唱。

### 1910–1919

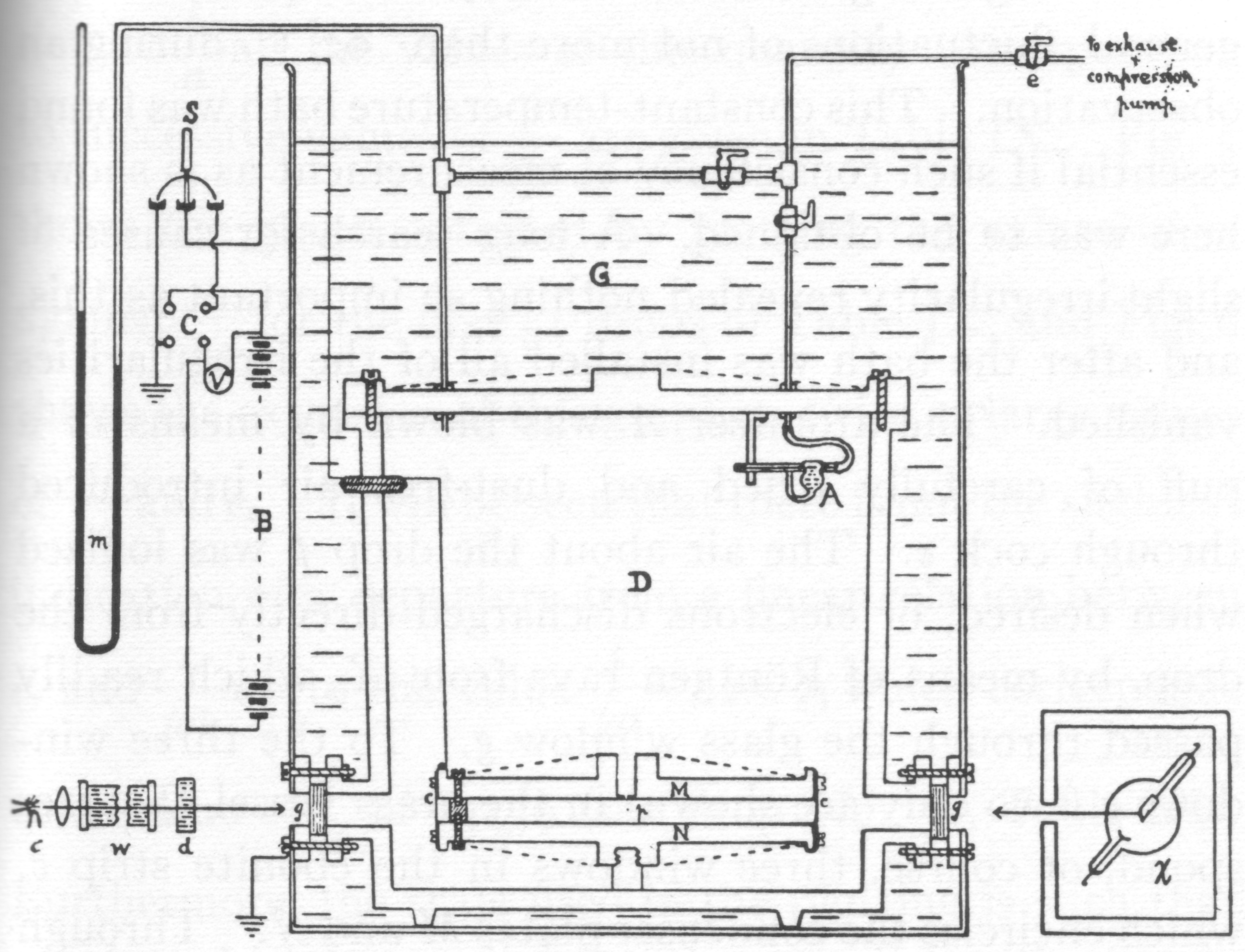
ミリカンの油滴実験の装置図

- 1911 – アーネスト・ラザフォードがラザフォードの原子模型を提唱しガイガー＝マースデンの実験を説明。
- 1911 - リーゼ・マイトナーとオットー・ハーンがベータ崩壊で放出される電子が連続スペクトルを持つことを実証。
- 1911 – ステファン・プロコピウによる電子の磁気双極子モーメントの測定。
- 1912 – ヴィクトール・フランツ・ヘスが宇宙線を発見。
- 1912 –アンリ・ポアンカレがエネルギー量子の本質的性質にかかわる数学的議論を発表。[7][8]
- 1913 - ミリカンの油滴実験により電気素量の決定。
- 1913 – ステファン・プロコピウによる電子の磁気双極子モーメントの理論的論文。[9]
- 1913 – ニールス・ボーアによる電子の磁気双極子モーメントの理論的決定。
- 1913 – ヨハネス・シュタルクとAntonino Lo Surdoが独立にシュタルク効果を発見。
- 1913 – ボーアの原子模型。水素のスペクトルについてのリュードベリの公式を説明。
- 1914 - フランク＝ヘルツの実験
- 1915 - アインシュタイン方程式
- 1916 – Paul Epstein[10]とカール・シュヴァルツシルト[11]が独立に水素中の1次と2次のシュタルク効果の式を導出。
- 1916 – ギルバート・ルイスによるルイス構造式[12]
- 1916 – ゼーマン効果(1896)を説明するため、アルノルト・ゾンマーフェルトは球面軌道に加えて「楕円軌道」が存在することを示唆
- 1918 – アーネスト・ラザフォードが窒素にアルファ線を衝突させると水素の原子核が生じることを発見。「陽子」と名付けた。
- 1919 – アーヴィング・ラングミュアがルイスの理論に基づき「共有結合」を提唱。

### 1920–1929

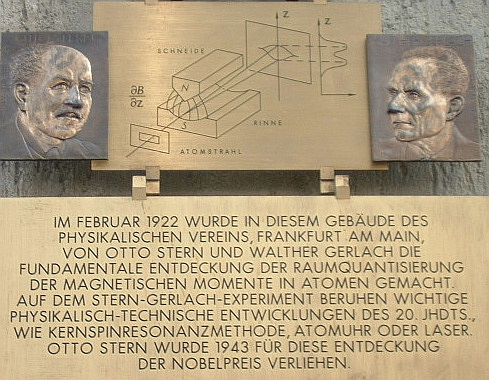
フランクフルト大学にあるシュテルン＝ゲルラッハ実験の記念板

- 1920 - ヘンリク・アンソニー・クラマースがボーア＝ゾンマーフェルトの量子化条件を用いてシュタルク効果の遷移スペクトルの強度の公式を導出。相対論的運動エネルギーの補正や電子のスピン軌道相互作用などの微細構造も含めた。
- 1921 – フレデリック・ソディにノーベル化学賞。
- 1922 – コンプトン効果の発見
- 1922 – シュテルン＝ゲルラッハの実験
- 1923 – オージェ効果の発見
- 1923 – ド・ブロイ波
- 1923 – ルイス酸・ルイス塩基の理論
- 1924 – サティエンドラ・ボースによるプランクの法則の説明。アインシュタインによるボース＝アインシュタイン凝縮の予言。後にボース–アインシュタイン統計として知られる。
- 1924 – ヴォルフガング・パウリがパウリの排他原理を説明。
- 1925 – ジョージ・ウーレンベックとサミュエル・ゴーズミットが電子スピンの存在を主張。
- 1925 – フントの規則
- 1925 – ヴェルナー・ハイゼンベルク、マックス・ボルン、パスクアル・ヨルダンによる行列力学
- 1926 – ギルバート・ルイスによる「フォトン」の命名。
- 1926 – クライン–ゴルドン方程式
- 1926 – エンリコ・フェルミがスピン統計定理を発見。
- 1926 – ポール・ディラックがフェルミ＝ディラック統計を導入
- 1926 – エルヴィン・シュレーディンガーのシュレーディンガー方程式
- 1926 – Paul Epsteinによるシュレーディンガー方程式等を用いた1次、2次シュタルク効果の再考。
- 1926 to 1932 – ジョン・フォン・ノイマンによるヒルベルト空間上のエルミート演算子を用いた量子力学の数学的な基礎付け。[1][13][14]
- 1927 – ヴェルナー・ハイゼンベルクの不確定性原理
- 1927 – マックス・ボルンが波動関数の確率的性質のコペンハーゲン解釈を展開。
- 1927 – ボルン–オッペンハイマー近似
- 1927 – ヴァルター・ハイトラーとフリッツ・ロンドンによる原子価結合法の導入。
- 1927 – トーマス＝フェルミ模型
- 1927 – チャンドラセカール・ラマンの電子による光散乱の研究。
- 1927 – ディラック方程式
- 1927 – チャールズ・ゴールトン・ダーウィンとWalter Gordonによるクローンポンテンシャルでのディラック方程式の解。
- 1927 – Charles Drummond Ellis等がベータ崩壊スペクトルは連続であると結論。
- 1927 – ヴァルター・ハイトラーが2つの水素原子にシュレーディンガー方程式を応用し共有結合を説明。
- 1927 - 杉浦義勝がハイトラーとロンドンによる水素分子への量子力学の適用に対して、その計算方程式を導出。
- 1927 – ロバート・マリケンとフリードリッヒ・フントが分子軌道理論を展開。
- 1927 – ユージン・ウィグナーによる量子状態の縮退と対称性群の既約表現との関連付け。
- 1927 – ヘルマン・ワイルはFritz Peterと共同で調和解析の基本定理（ピーター-ワイルの定理）と量子論の群表現（コンパクト位相群のユニタリー表現の完全可約性を含む）との関係を証明し、ワイル量子化を導入。1918年にはゲージの概念とゲージ理論を導入。1935年にワイルはRichard Bauerと共にn次元スピノルの概念を導入し特徴づけた。
- 1928 – ライナス・ポーリングが化学結合の性質の概要を述べた。彼はハイトラーの量子力学的な共有結合モデルを用い、共鳴理論（1931）を導入した。
- 1928 – フリードリッヒ・フントとロバート・マリケンが分子軌道の概念を導入。
- 1928 – ボルンとウラジミール・フォックによる断熱定理の定式化と証明。
- 1929 – オスカル・クラインがクラインのパラドックスを発見。
- 1929 – オスカル・クラインと仁科芳雄によるクライン＝仁科の公式
- 1929 – ネヴィル・モットが相対論的電子のクーロン散乱についてのモット断面積を導出。
- 1929 – ジョン・レナード＝ジョーンズが分子軌道の計算でLCAO法を導入。
- Fritz Houtermansとロバート・デスコート・アトキンソンが、核融合による恒星のエネルギー放出を提案。

### 1930–1939

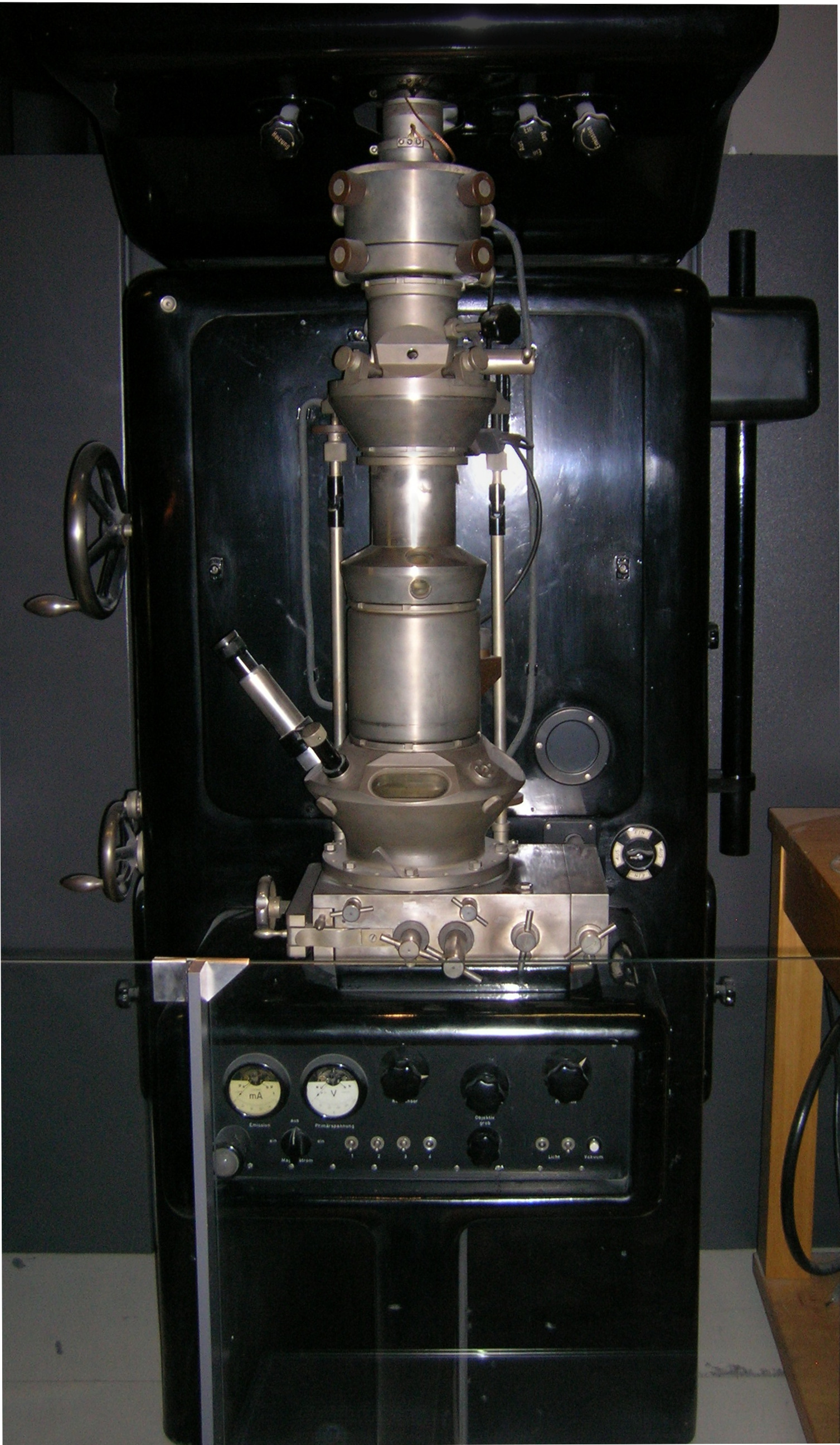
1933年にエルンスト・ルスカが発明した電子顕微鏡。

- 1930 – ディラックによる陽電子の存在の仮説[1]
- 1930 – ディラックの教科書「The Principles of Quantum Mechanics」が出版。
- 1930 – エーリヒ・ヒュッケルがヒュッケル法を導入。
- 1930 – フリッツ・ロンドンのロンドン分散力
- 1930 – パウリがベータ崩壊によるニュートリノ放出を提案。当初は「中性子」と呼ばれていた。
- 1931 – レナード-ジョーンズ・ポテンシャル
- 1931 – ヴァルター・ボーテとHerbert Beckerがポロニウムからの高エネルギーアルファ線をベリリウム、ボロン、リチウムなどに衝突させると異常な透過性をもつ放射線が生じることを発見。当初これはガンマ線だと考えられていた。
- 1931 – エーリヒ・ヒュッケルによるヒュッケル則
- 1931 – エルンスト・ルスカが電子顕微鏡を発明。
- 1931 – アーネスト・ローレンスがサイクロトロンを発明。放射線研究所（のちのローレンス・バークレー国立研究所を設立。1939年にはノーベル物理学賞を受賞。
- 1932 – イレーヌ・ジョリオ＝キュリーとフレデリック・ジョリオが、アルファ線によって生じる未知の放射線がパラフィンやその他の水素含有化合物に衝突したときに高エネルギーの陽子が放出されることを発見。これは未知の放射線がガンマ線だという仮説と矛盾していた。
- 1932 – ジェームズ・チャドウィックが、アルファ線の衝突によって生じる放射線はガンマ線ではなく、フェルミが仮説した中性子であることを発見。
- 1932 – ハイゼンベルクが2電子問題に摂動論を応用。交換力を説明。
- 1932 – カール・デイヴィッド・アンダーソンが陽電子の存在を実証[1]
- 1933 – チャドウィックの中性子の発見を受けて、フェルミがパウリの提案した「中性子」を「ニュートリノ」と改名。
- 1933 – レオ・シラードによる核連鎖反応の理論
- 1934 – フェルミ相互作用
- 1934 – フェルミによるウラン同位体への中性子衝突の効果の研究。
- 1934 – ニコライ・セミョーノフによる連鎖反応の理論
- 1934 – イレーヌ・ジョリオ＝キュリーとフレデリック・ジョリオによる人工放射能の発見。1935年にノーベル賞を受賞。
- 1935 – アインシュタイン＝ポドルスキー＝ローゼンのパラドックス
- 1935 - シュレーディンガーの猫
- 1935 – 湯川秀樹による湯川ポテンシャルの定式化と、パイ中間子の存在の予言。
- 1935 – プロカ方程式
- 1936 – ギャレット・バーコフとジョン・フォン・ノイマンが量子論理を導入。[15]
- 1936 – カール・デイヴィッド・アンダーソンがミュー粒子を発見。
- 1937 – ヤーン・テラー効果
- 1938 – Charles Coulsonが水素分子の分子軌道波動関数の最初の正確な計算を行う。
- 1938 – オットー・ハーンとフリッツ・シュトラスマンが、ウランに中性子を衝突させることでバリウムが生じることを発見。ハーンはこの結果をリーゼ・マイトナーに伝えた。マイトナーと甥のオットー・ロベルト・フリッシュはこの結果を核分裂反応と解釈し、フリッシュは1939年1月13日に実験的に確かめた。
- 1939 – レオ・シラードとフェルミがウランでの中性子の増倍を発見。

### 1940–1949

電子と陽電子が消滅したときのグルーオン放出を示したファインマンダイアグラム。

- 1942 – Kan-Chang Wangが中性子を実験的に検出するためのK電子捕獲の利用を提案。
- 1942 – エンリコ・フェルミ主導のチームが最初の自己持続的な核連鎖反応に成功（シカゴ・パイル1号）
- 1942 to 1946 – ロバート・オッペンハイマーがマンハッタン計画の技術的な指揮をとる。核融合におけるオッペンハイマー・フィリップス過程（英語版）を提案。
- 1945 – マンハッタン計画は7月16日にニューメキシコでトリニティ実験を実施。世界最初の核分裂爆発。
- 1945 – ジョン・ホイーラーとリチャード・P・ファインマンが量子電磁力学の解釈として吸収体理論を考案。
- 1947 – ウィリス・ラムとRobert Retherfordが水素原子の2S1/2状態と2P1/2状態のわずかなエネルギー差を測定。ラムシフトとして知られる。
- 1947 – ジョージ・ロチェスターとClifford Charles Butler がK中間子を発見。
- 1948 – 朝永振一郎とジュリアン・シュウィンガーが独立に摂動的なくりこみ理論を導入。
- 1948 – リチャード・P・ファインマンが量子力学の経路積分形式を発表。
- 1949 – フリーマン・ダイソンが、ファインマンの経路積分形式とジュリアン・シュウィンガーや朝永振一郎が発展させた演算子形式での量子電磁力学の２つ定式化が等価であることを証明。ダイソン級数を導入。[16]

### 1950–1959
- 1951 – クレメンス・ローターンとジョージ・ホール（英語版）がローターン–ホール方程式を導出。
- 1951 – エドワード・テラーとスタニスワフ・ウラムによる水爆開発についての機密報告（テラー・ウラム型）。[17]
- 1951 and 1952 –1951年春にエニウェトク環礁で世界初のエドワード・テラーとハンス・ベーテ[18]の仕事に基づく核融合反応実験。1952年11月の水素爆弾のフルスケール実験。
- 1951 – フェリックス・ブロッホとエドワード・ミルズ・パーセルが1949年に報告書した核磁気共鳴の最初の観測に対してノーベル賞を受賞。[19][20][21]
- 1952 – アルバート・オーバーハウザーがオーバーハウザー効果として知られる動的核分極の理論を定式化。この分野のその他の研究としてIonel Solomonが1955年に報告したソロモン方程式や1963年のR. Kaiserの理論がある。一般的なオーバーハウザー効果を実験的に最初に示したのは1953年にT. R. CarverとCharles P. Slichterである。[22]
- 1952 – ドナルド・グレーザーが泡箱を発明。1960にノーベル賞を受賞。
- 1953 – チャールズ・タウンズがJames P. Gordon、H. J. Zeigerと共同でがアンモニアメーザーを発明。1964年にノーベル物理学賞を受賞。
- 1954 – 楊振寧とロバート・ミルズが非可換群のゲージ理論を導出。電弱統一と量子色力学の定式化の成功につながる。
- 1955 – Ionel Solomonによる核スピンの磁気双極子カップリングと核オーバーハウザー効果についての核磁気共鳴理論
- 1955 and 1956 – マレー・ゲルマンと西島和彦が独立に中野・西島・ゲルマンの法則を導出。ハドロンのバリオン数、ストレンジネス、アイソスピン、電荷の関係を示し、その後のクォークモデルに繋がった。
- 1956 – P. Kurodaが天然ウランで自己持続する核連鎖反応が起きることを予言。
- 1956 – 呉健雄によるウーの実験。コバルト60の崩壊でのパリティの破れを観測し、弱い相互作用ではパリティの破れが起きることを示した。
- 1956 – クライド・カワンとフレデリック・ライネスがニュートリノの存在を実験的に証明。
- 1957 – ジョン・バーディーン、レオン・クーパー、ジョン・ロバート・シュリーファーが低温超伝導のBCS理論を発表。1972年にノーベル賞を受賞。
- 1957 – ウィリアム・ファウラー、マーガレット・バービッジ、ジェフリー・バービッジ、フレッド・ホイルによる論文「Synthesis of the Elements in Stars」で、軽元素を除く元素は惑星内での元素合成で説明できることを示した。
- 1957 – ヒュー・エヴェレット3世が量子力学の多世界解釈を定式化。[23][24]
- 1958–1959 – マジック角回転がEdward Raymond Andrew、A. Bradbury、R. G. Eadesによって、またそれとは独立にI. J. Loweによって記述された。[25]

### 1960–1969

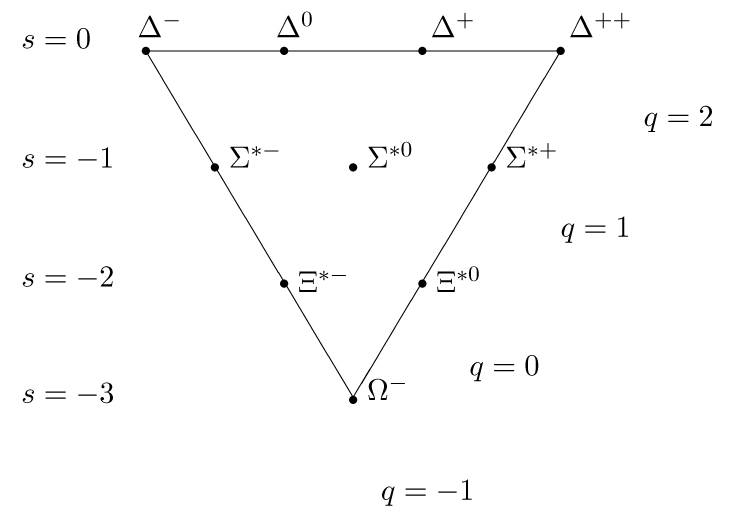
1962年にゲルマンが提案した八道説のバイロン十重項。一番下のΩ^{-} 粒子は当時まだ観測されていなかったが、これらの予言とよく一致した粒子がブルックヘブン国立研究所の加速器グループによって発見され、ゲルマンの理論を証明した。

- 1961 – クラウス・イェンソンによる電子を使った最初の二重スリット実験。
- 1961 – アナトール・アブラガムによる核磁気共鳴の量子論についての教科書「The Principles of Nuclear Magnetism」が出版[27]
- 1961 – ジュリアン・シュウィンガーが発展させた電弱相互作用モデルをシェルドン・グラショーが拡張。短距離中性カレントZ_oを含めた。
- 1962 – レオン・レーダーマン、メルヴィン・シュワーツ、ジャック・シュタインバーガーが2つ以上のニュートリノが存在することを示す。
- 1962 – マレー・ゲルマンとユヴァル・ネーマンがそれぞれ独立にゲルマンが八道説と呼んだシステムに従ってハドロンを分類。1964年のクォークモデルに繋がる。
- 1962 – ジェフリー・ゴールドストーン、南部陽一郎、アブドゥッサラーム、スティーヴン・ワインバーグが、現在ではゴールドストーンの定理として知られるものを発展。
- 1962 to 1973 – ブライアン・ジョゼフソンが超伝導電流のトンネル効果を予言。1964年には結合した超伝導体に理論を適用。後にベル研究所で実験的に確認された。1973年にノーベル物理学賞。[28]
- 1963 – ユージン・ウィグナーにノーベル物理学賞。量子力学における対称性と原子核構造の基礎的研究の基礎を築いたことに対して。
- 1963 – マリア・ゲッパート＝メイヤー、ヨハネス・ハンス・イェンゼンにノーベル物理学賞。原子核の殻構造に関する発見に対して。[29]
- 1963 – ニコラ・カビボが数学的な行列を導入し、クォークの第一、第二世代を予言。
- 1964 – マレー・ゲルマンとジョージ・ツワイクが独立にハドロンのクォークモデルを提案。アップ、ダウン、ストレンジと呼ばれるクォークが予言された。ゲルマンはジェイムズ・ジョイスのフィネガンズ・ウェイクからクォークと名付けた。
- 1964 – フランソワ・アングレール、ロベール・ブルー、ピーター・ヒッグス、ゲラルド・グラルニク、C・R・ヘイガン、トマス・キブルが、現在ではヒッグス場と呼ばれる量子場が空間に広がっており、それと相互作用するとヒッグス機構により基本的な亜原子粒子に質量を与えると仮説した。ヒッグス場はクォークやレプトンに質量を与えると仮説するが、その質量は陽子や中性子などその他の亜原子粒子の質量のごく一部にしか過ぎない。この場合、クォーク同士を繋ぐグルーオンが質量の大部分を与える。これらの結果は独立した3つのグループから得られた。フランソワ・アングレールとロベール・ブルーのグループ、フィリップ・アンダーソンのアイデアに基づくピーター・ヒッグスのグループ、ゲラルド・グラルニク、C・R・ヘイガン、トマス・キブルのグループである。[30][31][32][33][34][35][36]
- 1964 – シェルドン・グラショーとジェームズ・ビョルケンがチャームクォークの存在を予言。
- 1964 – ジョン・スチュワート・ベルがベルの不等式を発表。アインシュタイン＝ポドルスキー＝ローゼンのパラドックスの欠陥を示し、局所的な隠れた変数理論では量子力学を再現できないことを証明した。
- 1964 – ニコライ・バソフ、アレクサンドル・プロホロフ、チャールズ・タウンズにノーベル物理学賞。レーザー、量子エレクトロニクス、メーザーに関する研究に対して。
- 1967 – スティーヴン・ワインバーグとアブドゥッサラームが SU(2) X U(1) 超対称性群を用いてヤン＝ミルズ理論を記述した論文を出版。自発的対称性の破れによる弱い相互作用のW粒子の質量を導く。
- 1968 – スタンフォード大学SLAC国立加速器研究所は陽子がより小さい物質から構成されており、素粒子ではないことを深非弾性散乱実験で示した。当時はこの物質がクォークであるとすることに消極的であり、ファインマンが命名した「パートン」と呼ばれた。SLACで観測された物質は後にアップクォークとダウンクォークであると判明した。それでもなお「パートン」は、ハドロンの構成粒子（クォーク、反クォーク、グルーオン）の総称として用いられる。ストレンジクォークの存在は、SLACの散乱実験から間接的に正当化される。ゲルマンとツワイクの3クォークモデルに必要な構成粒子であるだけでなく、1947年に宇宙線から発見されたK中間子とパイ中間子に説明を与える。
- 1969 to 1977 – ネヴィル・モットとフィリップ・アンダーソンがガラスやアモルファス半導体など非結晶中の電子の量子論を発表。磁性体と無秩序系の電子構造の研究で1977年にノーベル賞を受賞。電子スイッチングとメモリーデバイスの発展に寄与した。同年ジョン・ヴァン・ヴレックも磁性体の電子の振る舞いの理解への貢献でノーベル賞を受賞。磁性の量子論と結晶場理論（金属錯体の化学結合）の基礎を築いた。
- 1969 and 1970 – Theodor V. Ionescu、Radu Pârvan、I.C. Baianuが縦磁場中の重水素ホットプラズマ中の電磁放射の量子増幅刺激を観測。ホットプラズマ中のイオンと結合した収束イオンビームによるラジオ波とマイクロ波の増幅コヒーレント放射の量子論を発表。
- 1970 – グラショー、John Iliopoulos、ルチャーノ・マイアーニがチャームクォークの存在を予言。その後、実験的に確認されノーベル賞を受賞。

## 引用
1. 1 2 3 4 5 6 7 8 9  Peacock 2008, pp. 175–183
2. ↑  Ben-Menahem 2009
3. ↑  Becquerel, Henri (1896). “Sur les radiations émises par phosphorescence”. Comptes Rendus 122:  420–421.
4. ↑  Marie Curie and the Science of Radioactivity: Research Breakthroughs (1897–1904). Aip.org. Retrieved on 2012-05-17.
5. ↑  Soddy, Frederick (1922年12月12日). “The origins of the conceptions of isotopes”. Nobel Lecture in Chemistry. 2012年4月閲覧。
6. ↑  Ernest Rutherford, Baron Rutherford of Nelson, of Cambridge. Encyclopædia Britannica on-line. Retrieved on 2012-05-17.
7. ↑  McCormmach, Russell (Spring 1967). “Henri Poincaré and the Quantum Theory”. Isis 58 (1):  37–55. doi:10.1086/350182.
8. ↑  Irons, F. E. (August 2001). “Poincaré's 1911–12 proof of quantum discontinuity interpreted as applying to atoms”. American Journal of Physics 69 (8):  879–884. Bibcode: 2001AmJPh..69..879I. doi:10.1119/1.1356056.
9. ↑  Procopiu, Ştefan (1913). “Determining the Molecular Magnetic Moment by M. Planck's Quantum Theory”. Bulletin scientifique de l'Académie Roumaine de sciences 1:  151.
10. ↑  P. S. Epstein, Zur Theorie des Starkeffektes, Annalen der Physik, vol. 50, pp. 489-520 (1916)
11. ↑  K. Schwarzschild, Sitzungsberichten der Kgl. Preuss. Akad. d. Wiss. April 1916, p. 548
12. ↑  Lewis, G. N. (1916), “The Atom and the Molecule”, J. Am. Chem. Soc. 38 (4):  762–85, doi:10.1021/ja02261a002
13. ↑  John von Neumann. 1932. The Mathematical Foundations of Quantum Mechanics., Princeton University Press: Princeton, New Jersey, reprinted in 1955, 1971 and 1983 editions
14. ↑  Van Hove, Léon (1958). “Von Neumann's Contributions to Quantum Theory”. Bulletin of the American Mathematical Society 64. doi:10.1090/s0002-9904-1958-10206-2.
15. ↑  Birkhoff, Garrett & von Neumann, J. (1936). “The Logic of Quantum Mechanics”. Annals of Mathematics 37 (4):  823–843. doi:10.2307/1968621. JSTOR 1968621.
16. ↑  Dyson, F. (1949). “The S Matrix in Quantum Electrodynamics”. Phys. Rev. 75 (11):  1736–1755. Bibcode: 1949PhRv...75.1736D. doi:10.1103/PhysRev.75.1736.
17. ↑  Stix, Gary (October 1999). “Infamy and honor at the Atomic Café: Edward Teller has no regrets about his contentious career”. Scientific American:  42–43.  オリジナルの2012-10-18時点におけるアーカイブ。 2012年4月閲覧。.
18. ↑  Hans A. Bethe (28 May 1952). MEMORANDUM ON THE HISTORY OF THERMONUCLEAR PROGRAM (Report). Reconstructed version from only partially declassified documents, with certain words deliberately deleted.
19. ↑  Bloch, F.; Hansen, W.; Packard, Martin (1946). “Nuclear Induction”. Physical Review 69 (3–4):  127. Bibcode: 1946PhRv...69..127B. doi:10.1103/PhysRev.69.127.
20. ↑  Bloch, F.; Jeffries, C. (1950). “A Direct Determination of the Magnetic Moment of the Proton in Nuclear Magnetons”. Physical Review 80 (2):  305–306. Bibcode: 1950PhRv...80..305B. doi:10.1103/PhysRev.80.305.
21. ↑  Bloch, F. (1946). “Nuclear Induction”. Physical Review 70 (7–8):  460–474. Bibcode: 1946PhRv...70..460B. doi:10.1103/PhysRev.70.460.
22. ↑  Carver, T. R.; Slichter, C. P. (1953). “Polarization of Nuclear Spins in Metals”. Physical Review 92 (1):  212–213. Bibcode: 1953PhRv...92..212C. doi:10.1103/PhysRev.92.212.2.
23. ↑  Hugh Everett Theory of the Universal Wavefunction, Thesis, Princeton University, (1956, 1973), pp 1–140
24. ↑  Everett, Hugh (1957). “Relative State Formulation of Quantum Mechanics”. Reviews of Modern Physics 29 (3):  454–462. Bibcode: 1957RvMP...29..454E. doi:10.1103/RevModPhys.29.454.  オリジナルの2011-10-27時点におけるアーカイブ。.
25. ↑  Jacek W. Hennel; Jacek Klinowski (2005). “Magic Angle Spinning: A Historical Perspective”. In Jacek Klinowski. New techniques in solid-state NMR. Topics in Current Chemistry. 246. Springer. pp. 1–14. doi:10.1007/b98646. ISBN 3-540-22168-9.(New techniques in solid-state NMR, p. 1, - Google ブックス)
26. ↑  V.E. Barnes et al.; Connolly, P.; Crennell, D.; Culwick, B.; Delaney, W.; Fowler, W.; Hagerty, P.; Hart, E. et al. (1964). “Observation of a Hyperon with Strangeness Number Three”. Physical Review Letters 12 (8):  204–206. Bibcode: 1964PhRvL..12..204B. doi:10.1103/PhysRevLett.12.204.
27. ↑  Abragam, Anatole (1961). The Principles of Nuclear Magnetism. Oxford: Clarendon Press. OCLC 242700
28. ↑  Brian David Josephson (1973年12月12日). “The Discovery of Tunnelling Supercurrents”. Nobel Lecture. 2012年4月閲覧。
29. ↑  Maria Goeppert Mayer (1963年12月12日). “The shell model”. Nobel Lecture. 2012年4月閲覧。
30. ↑  F. Englert, R. Brout; Brout (1964). “Broken Symmetry and the Mass of Gauge Vector Mesons”. Physical Review Letters 13 (9):  321–323. Bibcode: 1964PhRvL..13..321E. doi:10.1103/PhysRevLett.13.321.
31. ↑  P.W. Higgs (1964). “Broken Symmetries and the Masses of Gauge Bosons”. Physical Review Letters 13 (16):  508–509. Bibcode: 1964PhRvL..13..508H. doi:10.1103/PhysRevLett.13.508.
32. ↑  G.S. Guralnik, C.R. Hagen, T.W.B. Kibble; Hagen; Kibble (1964). “Global Conservation Laws and Massless Particles”. Physical Review Letters 13 (20):  585–587. Bibcode: 1964PhRvL..13..585G. doi:10.1103/PhysRevLett.13.585.
33. ↑  G.S. Guralnik (2009). “The History of the Guralnik, Hagen and Kibble development of the Theory of Spontaneous Symmetry Breaking and Gauge Particles”. International Journal of Modern Physics A 24 (14):  2601–2627. arXiv:0907.3466. Bibcode: 2009IJMPA..24.2601G. doi:10.1142/S0217751X09045431.
34. ↑  T.W.B. Kibble (2009). “Englert–Brout–Higgs–Guralnik–Hagen–Kibble mechanism”. Scholarpedia 4 (1):  6441. Bibcode: 2009SchpJ...4.6441K. doi:10.4249/scholarpedia.6441.
35. ↑  “Letters from the past, a PRL retrospective (1964)”.  Physical Review Letters (2008年). 2010年1月30日閲覧。
36. ↑  “J. J. Sakurai Prize Winners”.  American Physical Society (2010年). 2010年1月30日閲覧。